# 西美濃天文台

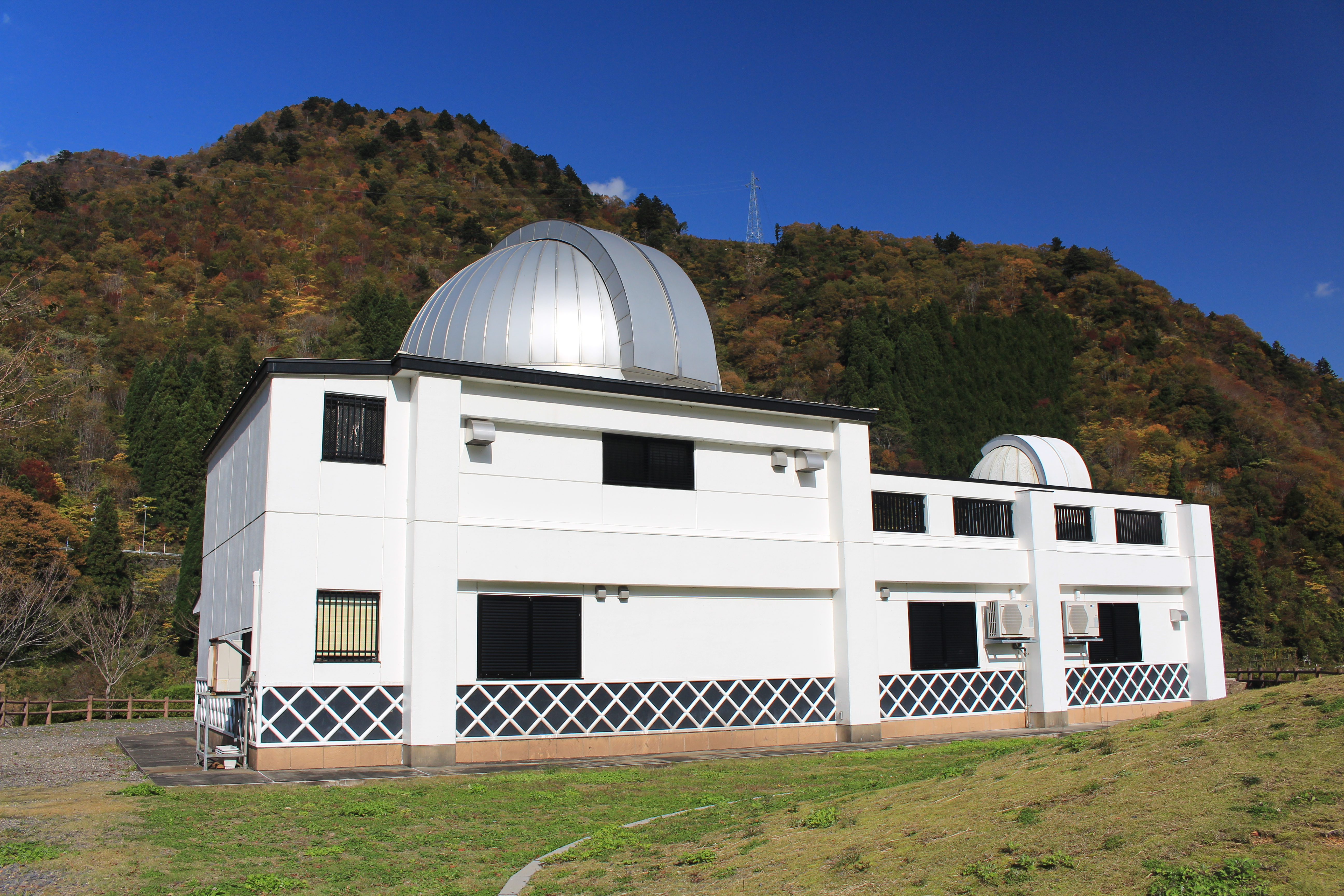
西美濃天文台

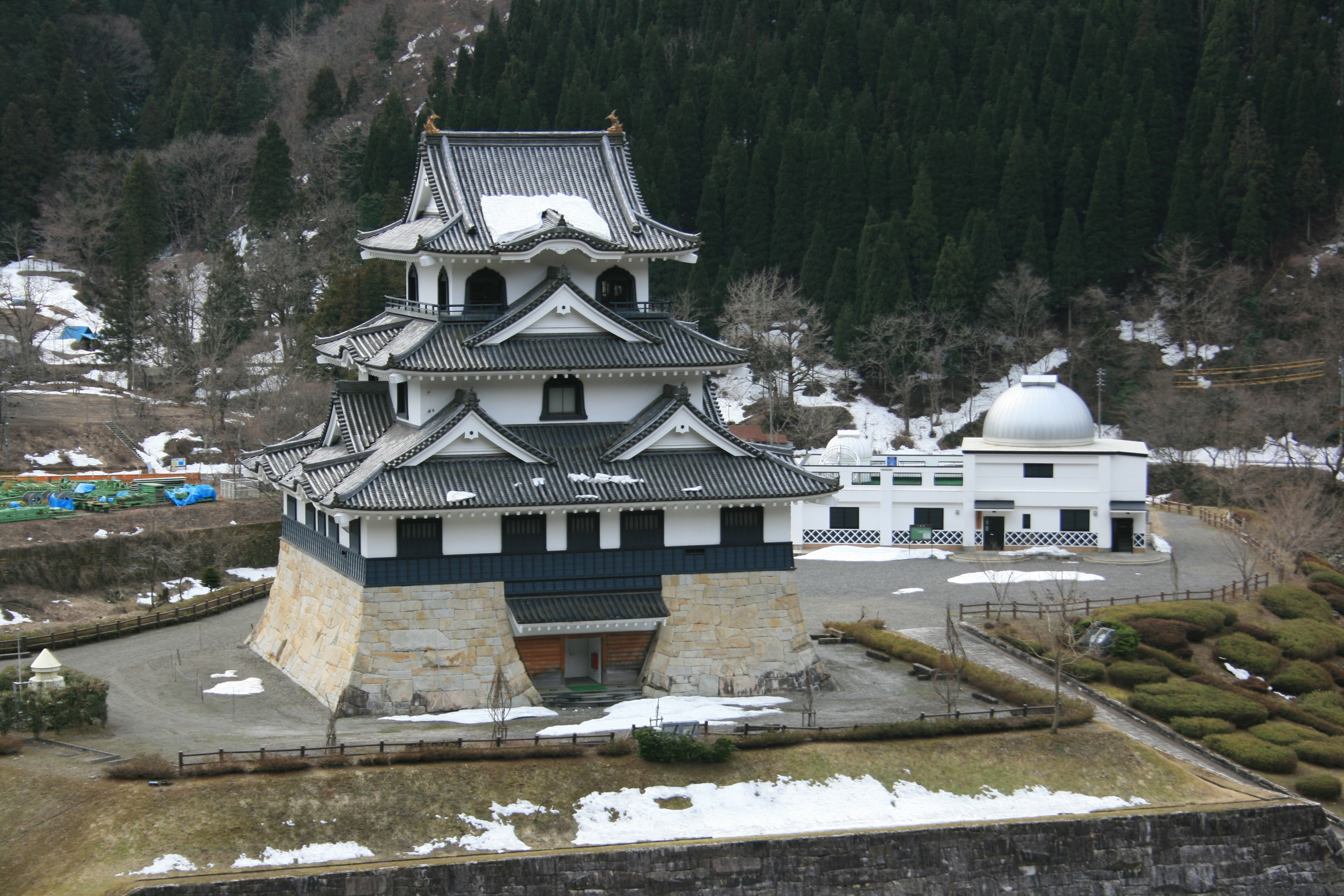
西美濃天文台に隣接する藤橋城（西美濃プラネタリウム）

西美濃天文台（にしみのてんもんだい）は、岐阜県揖斐郡揖斐川町（旧藤橋村）にある天文台。揖斐川町が運営、管理する。

## 概要
- 揖斐川町の条例では揖斐川町の博物館の一つである[1]。
- 藤橋城（西美濃プラネタリウム）、宿泊研修施設のふじはし星の家などが近くにある。
- 外観は海鼠（なまこ）壁を模しており、隣接する藤橋城と景観のバランスを合わせている。
- 観測機器は、60cm反射望遠鏡（㈱昭和機械製作所製、フォーク式赤道儀）、20cm屈折望遠鏡などがある。
- 開館は、定期観望会と団体（5名以上）の予約時、研修施設である「ふじはし星の家」の天文学習対応。藤橋城の開館時間中は、観測室の隣室からガラス越しながらも観測機器を見学することが出来る。通常開館期間は毎年4月1日～11月30日。冬季積雪時は休館する。

## 所在地
- 岐阜県揖斐郡揖斐川町鶴見332

## 沿革
- 1990年（平成2年）、旧藤橋村が開設。旧藤橋村立杉原小中学校（1983年閉校）の建物に隣接して開設。観測機器は50cm反射望遠鏡。旧杉原小中学校の建物は、ふじはし星の家に改修。
- 2006年（平成18年）11月17日、現在の施設が完成し移転。

## 交通アクセス
- 名神高速道路大垣ICより、国道258号、国道21号経由で国道417号方面。約70分。
- 徒歩60分（=1時間）以内で西美濃天文台にアクセスできる公共交通機関はない。最寄の公共交通機関は、揖斐川町コミュニティバス「広瀬」行き「横山ダム」バス停より徒歩約80分